# Фікрет Абдич
Фікрет Абдич (босн. Fikret Abdić; нар. 29 вересня 1939 р., с. Доня-Відовска, Велика Кладуша, Югославія, тепер Боснія і Герцеговина) — боснійський підприємець і політик, військовий діяч під час Боснійської війни у 1992 р., президент Республіки Західної Боснії з 27 вересня 1993 р до 7 серпня 1995 р. Засуджений хорватським судом за воєнні злочини проти боснійців області Велика Кладуша. Серед своїх прихильників відомий під прізвиськом «Бабо» (босн. Babo «тато»).
У 80-х рр. XX ст. став відомим, головним чином, за свою роль у розбудові с/г комбінату «Агрокомерц». Під час Боснійської війни Абдич оголосив про свою опозицію до боснійського уряду Алії Ізетбеговича і заснував крихітний, недовговічний і невизнаний Автономний Край Західної Боснії у північно-західному кутку Боснії, що складався з містечка Велика Кладуша та декількох прилеглих сіл. Ця мінідержава була союзником Армії Республіки Сербської і проіснувала з 1993 по 1995 рік. Коли внаслідок операції «Буря» вона припинила існування, Абдич втік до Хорватії під особистий захист Франьо Туджмана і лише після смерті останнього був засуджений судом хорватського міста Карловаць за вбивство 121 мирного жителя і трьох військовополонених та поранення понад 400 цивільних осіб у районі Великої Кладуші, Бихача та прилеглих місцевостях у 1993—1994 рр.
9 березня 2012 року 72-річний Абдич вийшов на волю, відбувши десятирічне ув'язнення у хорватському місті Пула.
З листопада 2016 року мер Великої Кладуші. У 2020 році переобраний на цю посаду. У червні 2020 року затриманий за підозрою у зловживанні службовим становищем на посаді мера.